# Энкель, Раббе
Раббе Арнфинн Энкель (фин. Rabbe Arnfinn Enckell; 3 марта 1903, Таммела, Великое княжество Финляндское, Российская империя — 17 июня 1974, Хельсинки, Финляндия) — финский писатель, поэт, драматург и критик. Ведущий представитель шведско-финского литературного возрождения 1920-х годов после получения Финляндией независимости от России. Один из самых видных финско-шведских модернистов первой трети XX века.
Лауреат Премии Эйно Лейно (1958).

## Биография
Окончил шведскую школу и Хельсинкский университет. Изучал искусство во Франции и Италии. В 1923 году опубликовал свой первый сборник импрессионистских стихов под названием «Dikter». За ним в 1925 году последовал сборник «Flöjtblåsarlycka», содержащий яркие описания изменений в природе.
В 1928—1929 годах он работал в авангардистском журнале Quosego. Автор нескольких полуавтобиографических романов, среди которых «Ljusdunkel» (1930). Модернистские поэтические работы Р. Энкеля сравнивают с творчеством Т. С. Элиота.  
Почётный доктор университетов Хельсинки (с 1960) и Упсалы (с 1963); академик искусств (с 1972). Неоднократно (минимум шесть раз) выдвигался на Нобелевскую премию.
Умер летом 1974 года от рака.

## Избранные произведения
- Dikter (поэма, 1923)
- Flöjtblåsarlyckan (поэма, 1925)
- Tillblivelse (сборник рассказов, 1929)
- Ljusdunkel (сборник рассказов, 1930),
- Ett porträtt (сборник рассказов, 1931)
- Vårens cistern (поэма, 1931)
- Landskapet med den dubbla skuggan (поэма, 1933)
- Tonbrädet (поэма, 1935)
- Herrar till natt och dag (сборник рассказов, 1937)
- Orfeus och Eurydike (пьеса в стихах, 1938)
- Lutad över brunnen (поэма, 1942)
- Andedräkt av koppar (поэма, 1947),
- Sett och återbördat (1950)
- Alkman (пьеса в стихах,1959)
- Essay om livets framfart (сборник эссе, 1961)
- Det är dags (1965)
- Flyende spegel (1974)